# NGC 3474
NGC 3474 is een spiraalvormig sterrenstelsel in het sterrenbeeld Leeuw. Het hemelobject werd op 24 april 1887 ontdekt door de Amerikaanse astronoom Lewis A. Swift.

## Synoniemen
- MCG 3-28-42
- ZWG 95.81
- NPM1G +17.0329
- PGC 32989